# Чортовець (Люблінське воєводство)
Чортовець (або Чартовець, пол. Czartowiec) — село в Польщі, у гміні Тишівці Томашівського повіту Люблінського воєводства. Населення — 152 особи (2011).

## Історія
1620 року вперше згадується церква східного обряду в селі.
За даними етнографічної експедиції 1869—1870 років під керівництвом Павла Чубинського, у селі здебільшого проживали греко-католики, усе населення розмовляло українською мовою.
У міжвоєнні 1918—1939 роки польська влада в рамках великої акції закриття та руйнування українських храмів на Холмщині і Підляшші перетворила місцеву православну церкву на римо-католицький костел.
За німецької окупації 1939—1944 років у селі діяла українська школа. 1944 року польські шовіністи вбили в селі 4 українців.
У 1975—1998 роках село належало до Замойського воєводства.

## Населення
Демографічна структура станом на 31 березня 2011 року:
|          | Загалом | Допрацездатний вік | Працездатний вік | Постпрацездатний вік |
| -------- | ------- | ------------------ | ---------------- | -------------------- |
| Чоловіки | 71      | 10                 | 49               | 12                   |
| Жінки    | 81      | 16                 | 39               | 26                   |
| Разом    | 152     | 26                 | 88               | 38                   |